# なよたけ
『なよたけ』は、加藤道夫の戯曲。5幕9場。『竹取物語』を題材にとり、執筆に当たってはジロドゥの『オンディーヌ』に想を得たとされる。

## 概要
1943年の秋から執筆を始め、翌年の春に脱稿。原稿を友人に預けた道夫は、陸軍省の通訳官として出征する。作品は1946年5月から雑誌『三田文学』に発表され、5回にわたり連載された。道夫は連載途中で復員した。1948年12月、『なよたけ』により第1回水上瀧太郎賞を受賞。1951年4月、書肆ユリイカより単行本が限定出版される。同年6月、尾上菊五郎劇団により、作品の一部を省略した『なよたけ抄』として、岡倉士朗の演出により新橋演舞場にて初上演される。完全上演が実現したのは1955年9月、芥川比呂志の演出で、文学座によって大阪毎日会館にて公演された。

## 主な登場人物
- 石ノ上ノ文麻呂
- なよたけ
- 清原ノ秀臣
- 小野ノ連
- 大伴ノ御行
- 讃岐ノ造麻呂（竹取ノ翁）
- 瓜生ノ衛門
- 石ノ上ノ綾麻呂

## 舞台公演
- 尾上菊五郎劇団公演
  - 1951年（昭和26年）6月 新橋演舞場
  - 演出：岡倉士朗
  - 出演：9世市川海老蔵（石ノ上ノ文麻呂）、7世尾上梅幸（なよたけ）、4世市川男女蔵（石ノ上ノ綾麻呂）、7世坂東彦三郎（大伴ノ御行）、2世河原崎権十郎（讃岐ノ造麻呂）ほか[5]
  - ※ 『なよたけ抄』として省略した形で上演
- 青猫座公演[6]
  - 1952年（昭和27年）2月 大阪・朝日会館
  - 出演：金田竜之介（竹取ノ翁）、渡辺千世（なよたけ）ほか
- 文学座公演[7]
  - 1955年（昭和30年）9月25日 - 10月5日 大阪・毎日会館 10月11日 - 22日、29日 大手町・産経ホール
  - 演出：芥川比呂志
  - 出演：松下砂稚子（なよたけ）、仲谷昇（石ノ上ノ文麻呂）、芥川比呂志（大伴ノ御行）ほか[8]
- 歌舞伎座公演
  - 1956年（昭和31年）3月 歌舞伎座[9]
  - 演出：岡倉士朗
- 若手歌舞伎奮斗公演[10]
  - 1967年（昭和42年）9月2日 - 24日 歌舞伎座[11]
  - 演出：観世栄夫
- 劇団四季公演[11]
  - 1970年（昭和45年）10月10日 - 12月20日 日生劇場ほか
  - 演出：浅利慶太
  - 出演：日下武史（大伴ノ御行）ほか
- 俳優座劇場公演[11]
  - 1981年（昭和56年）9月17日 - 10月5日 俳優座劇場
  - 演出：石沢秀二
- 日生劇場公演
  - 1990年（平成2年）1月4日 - 28日 日生劇場
  - 演出・衣裳：坂東玉三郎。美術：天野喜孝[12]
  - 出演：東山紀之（石ノ上ノ文麻呂）、毬谷友子（なよたけ）、中村繁之（清原ノ秀臣）、山本亨（小野ノ連）、遠藤征慈（大伴ノ御行）、坂東弥十郎（讃岐ノ造麻呂）、林昭夫（瓜生ノ衛門）、仲谷昇（石ノ上ノ綾麻呂）ほか[12]
- 新国立劇場公演[13]
  - 2000年（平成12年）4月11日 - 26日（17日は休演） 新国立劇場
  - 演出：木村光一。美術：島次郎
  - 出演：中村橋之助（石ノ上ノ文麻呂）、小島聖（なよたけ）、福井貴一（清原ノ秀臣）、増沢望（小野ノ連）、篠井英介（大伴ノ御行）、北村和夫（讃岐ノ造麻呂）、近石真介（瓜生ノ衛門）、菅野菜保之（石ノ上ノ綾麻呂）ほか
- シアターΧ公演[14]
  - 2009年（平成21年）1月7日-12日 東京両国・シアターΧ
  - 演出：山本健翔

## 書誌情報
- 『なよたけ』 書肆ユリイカ、1951年、全国書誌番号:52000225
- 『なよたけ』 未來社、1952年、全国書誌番号:52004390
- 『なよたけ』 新潮社、1956年、全国書誌番号:56005712
- 『なよたけ』 青土社、2000年4月、ISBN 4-7917-5804-8